# Северьянов, Михаил Дмитриевич
Михаи́л Дми́триевич Северья́нов (род. 22 ноября 1950, д. Наратай, Братский район, Иркутская область, СССР) — советский и российский историк, специалист по аграрной и политической истории России, межнациональным отношениям и социальной политике в новейшее время. Доктор исторических наук (1994), профессор.

## Биография
Родился 22 ноября 1950 года в деревне Наратай Иркутской области. Учился в Озёрнинской средней школе Иркутской области, где в 1967 году был избран секретарём комитета ВЛКСМ.
В 1968 году стал секретарём комитета ВЛКСМ Наратайского лесопромышленного хозяйства, где работал электриком.
В 1968—1971 годах проходил срочную службу в Пограничных войсках КГБ СССР на советско-китайской границе, где дослужился до звания старшины и занимал должность секретаря комитета ВЛКСМ.
В 1976 году окончил исторический факультет Иркутского государственного университета имени А. А. Жданова по специальности «История». Во время учёбы в 1972 году стал заместителем, а позднее и председателем студенческого профессионального союза ИГУ, а также был командиром студенческого строительного отряда «Скиф-74».
С декабря 1979 года по 1982 год — старший преподаватель кафедры истории КПСС Красноярского государственного университета.
В 1981 году в Иркутском государственном университете имени А. А. Жданова защитил диссертацию на соискание учёной степени кандидата исторических наук по теме «Партийное руководство добровольным переселением крестьян в Восточную Сибирь (апрель 1925 — июнь 1941 гг.)» (Специальность 07.00.01 — «История КПСС»).
С сентября 1982 года (с момента основания) по 2007 год был профессором и заведующим кафедрой философии и истории Красноярского инженерно-строительного института (КИСИ) / Красноярской государственной архитектурно-строительной академии (КрасГАСА).
В 1994 году в Иркутском государственном университете защитил диссертацию на соискание учёной степени доктора исторических наук по теме «Социально-политические аспекты новой экономической политики сибирской деревни 1921—1929 гг.» (Специальность 07.00.01 — «История общественных движений и политических партий»). Научный консультант — доктор исторических наук, профессор В. В. Гришаев. Официальные оппоненты — доктор исторических наук, профессор В. Т. Агалаков, доктор экономических наук, профессор В. П. Иваницкий, доктор исторических наук, профессор И. А. Молетотов. Ведущая организация — Томский государственный университет.
С 2007 года — профессор и с 2009 по 2021 годы — заведующий кафедрой истории России Гуманитарного института Сибирского федерального университета.
С 19 апреля по октябрь 2021 года — исполняющий обязанности заведующего кафедрой истории России, мировых и региональных цивилизаций Гуманитарного института СФУ, созданной путём объединения кафедр истории России, всеобщей истории и гуманитарных наук. 
Также по совместительсву является профессором кафедры отечественной истории Тувинского государственного университета.
Член редакционной коллегии научных журналов «Проблемы социально-экономического развития Сибири», «Сибирский антропологический журнал» и «Северные архивы и экспедиции», входящих в перечень ВАК.  
Председатель созданного в июле 2019 года диссертационного совета Д 212.099.27 Сибирского федерального университета и член объединённого диссертационного совета Д 999.029.02 Сибирского федерального университета и Тувинского государственного университета, созданного в августе 2015 года.
Под его руководством были подготовлены и успешно защищены одна докторская и 19 кандидатских диссертаций. Неоднократно выступал в качестве официального оппонента при защите диссертаций.

## Общественно-политическая деятельность
Состоял в КПСС. В 1983–1986 годах был секретарём партийного бюро КИСИ. В 1990—1991 годах – член бюро Красноярского городского комитета КПСС.
Был делегатом партийной конференции XXVIII съезда КПСС и учредительного съезда Коммунистической партии РСФСР. На съезде готовился выступить с докладом об опасности национального самоопределения и административно-территориального деления по этническому признаку, однако по настоянию А. И. Лукьянова отказался от этой идеи.

## Научные достижения
В 1985 году стал лауреатом Всесоюзного смотра-конкурса работ молодых учёных по общественным наукам за монографию «На земле Саянской. Прошлое и настоящее Саянского района Красноярского края».

## Волейбол
Со школы увлекается волейболом. Является обладателем европейского сертификата тренера по волейболу. Член Волейбольной федерации Красноярского края. Под его руководством в период 2003–2007 годов волейбольная команда Красноярской государственной архитектурно-строительной академии неоднократно становилась победителем и призёром различных спортивных соревнований: трёхкратным чемпионом  Красноярского края, двукратным чемпионом студенческой спартакиады, серебряным призёром чемпионата Студенческой волейбольной лиги России, серебряным призёром чемпионата Европы среди студентов.

## Научные труды

### Монографии
- Северьянов М. Д. На земле саянской: Исторический очерк. — Красноярск: Красноярское книжное издательство, 1987. — 141 с. — 3000 экз.
- Северьянов М. Д. Предисловие // Очерки истории Октябрьского района г. Красноярска : 50 лет / Науч. ред. М. Д. Северьянов. — Красноярск: Изд-во Краснояр. ун-та, 1988. — С. 7—8. — 206 с. — 3000 экз.
- Мешалкин П. Н., Логвинов В. К., Малютина Л. Ф., Северьянов М. Д., Прядко И. А., Козлова М. Ф., Чёрный Е. А. Глава I. Немеркнущий подвиг // Очерки истории Октябрьского района г. Красноярска : 50 лет / Науч. ред. М. Д. Северьянов. — Красноярск: Изд-во Краснояр. ун-та, 1988. — С. 9—31. — 206 с. — 3000 экз.
- Смолин Н. П., Соловьёв С. А., Каячев Г. Ф., Зырянова И. И., Стесин В. А., Михайлова В. А. Глава II. По пути технического прогресса // Очерки истории Октябрьского района г. Красноярска : 50 лет / Науч. ред. М. Д. Северьянов. — Красноярск: Изд-во Краснояр. ун-та, 1988. — С. 32—51. — 206 с. — 3000 экз.
- Комарицын С. Г., Ивкина Н. В., Каячева Л. В., Соколова И. А., Гуняков Ю. Н., Малолеткова И. С., Ковалевич В. Т., Пфаненштиль И. А., Северьянов М. Д. Глава IV. Всё для человека // Очерки истории Октябрьского района г. Красноярска : 50 лет / Науч. ред. М. Д. Северьянов. — Красноярск: Изд-во Краснояр. ун-та, 1988. — С. 78—124. — 206 с. — 3000 экз.
- Чистяков Н. С., Алимов С. М., Кольба В. И., Воронина В. П., Прядко И. А., Малютина Л. Ф., Северьянов М. Д. Глава V. Их именами названы улицы // Очерки истории Октябрьского района г. Красноярска: 50 лет / Науч. ред. М. Д. Северьянов. — Красноярск: Изд-во Краснояр. ун-та, 1988. — С. 125—152. — 206 с. — 3000 экз.
- Северьянов М. Д. НЭП и современность : полемические заметки. — Красноярск: КГУ, 1991. — 318 с.
- Северьянов М. Д. А в мыслях только боль за Отчизну.... — Красноярск: Офсет, 1992. — 176 с.
- Северьянов М. Д. В плену у города: Исторический очерк о Саянском районе Красноярского края. — Красноярск: Скиф, 1992. — 226 с.
- Северьянов М. Д. Капитализм в Советской России, 1917-1937. — Красноярск: Кларетианум, 2001. — 268 с.
- Северьянов М. Д. Новая экономическая политика в сибирской деревне (1921-1929 гг.): итоги и проблемы изучения : курс лекций / М-во образования и науки Рос. Федерации, Тывин. гос. ун-т. — Кызыл: ТывГУ, 2009. — 167 с. — 100 экз.
- Северьянов М. Д. Сибирская доколхозная деревня: землепользование, землеустройство и переселение (1861—1930). Монография. — Кызыл: ТывГУ, 2010. — 246 с. — 100 экз. — ISBN 978-5-91178-034-0.
- Северьянов М. Д., Кожина О. П. Эсхатология, как система изучения глобальных проблем: социально-философский анализ. Монография. — Красноярск: СибГАУ имени академика М. Ф. Решетнёва, 2010. — 158 с. — 500 экз. — ISBN 978-5-86433-448-5.
- Северьянов М. Д. Страницы истории и жизни. — Красноярск: СФУ, 2010. — 270 с. — 500 экз.
- Северьянов М. Д. Присаянье на перепутье эпох: люди, события, факты: монография. — Красноярск: СФУ, 2015. — 417 с. — 500 экз. — ISBN 978-5-7638-3200-6.
- Северьянов М. Д., Анисимова Л.Ю. Революция как историческое явление. — Красноярск: СФУ, 2018. — 323 с. — 500 экз. — ISBN 978-5-7638-3200-6.
- Северьянов М. Д., Жулаева А.С., Карчаева Т.Г. История нотариата Приенисейской Сибири (XVIII—XX вв.). — Красноярск: СФУ, 2019. — 261 с. — 500 экз. — ISBN 978-5-7638-3200-6.

### Учебные пособия
- Северьянов М. Д. Размышления о революции: Учебное пособие. — Красноярск: КрасГАСА, 1998. — 187 с. — ISBN 5-89628-015-7.
- Северьянов М. Д. К познанию социальной истории России: учебно-методическое пособие по курсу „Методика исследования в социальной работе“ для студентов гуманитарных специальностей. — Красноярск: РГСУ КФ, КрасГАСА, 2006. — 144 с. — 110 экз.

### Статьи
на русском языке
- Северьянов М. Д. Воздействие Коммунистической партии к Советского государства на сельскохозяйственное производство Сибири (1927-I929 гг.) // Большевики и сибирская деревня в период построения социализма (1917-1937 гг.). — Красноярск: КГПИ, 1981.
- Северьянов М. Д. Деятельность партийных организаций Восточной Сибири го консолидации трудового крестьянства в начальный период реконструкции народного хозяйства // Из опыта КПСС по патриотическому и интернациональному воспитанию трудящихся / Депонирована в ИНИОН, № 15996. — Красноярск: КГУ, 1984.
- Северьянов М. Д., Шекшеев А. П. Земельный вопрос в Хакасии и его регулирование Советской властью (1917 — конец 20 века) // Из истории Советской Хакасии. — Абакан: ХакНИИЯЛи, 1986.
- Северьянов М. Д. К вопросу о развитии советского самоуправления в деревне (1917—1929 гг.) // Ленин, Октябрь и социально-экономическое развитие края. Тезисы докл. и сообщ. кр. науч.-практ. конф. посвящ. 70-летию Великого Октября. — 1987. — Вып. 3.
- Северьянов М. Д. К вопросу о роли красных сибирских партизан в социалистической строительстве // Из истории революционного движения и социалистического строительства Тасеевского района Красноярского края. Тезисы докл. и сообщ. кр. науч.-практ. конф. 70-летии Тесеевской партизан. респуб.. — Красноярск, 1988.
- Северьянов М. Д. Документы советских органов как исторический источник по истории сельских Советов Красноярья // Исторический опыт освоения Сибири. Сб. матер. научн.-практ. конф.. — Красноярск, 1989.
- Северьянов М. Д. Федерация и самоопределние: непопулярные мысли // Вестник Красноярского краевого комитета КПСС. — 1990. — № 6.
- Северьянов М. Д. Нэп: мифы и реальность // Вестник Красноярского краевого комитета КПСС. — 1990. — № 7.
- Северьянов М. Д. Национал-большевизм Сталина // Вестник Красноярского краевого комитета КПСС. — 1991. — № 13-14.
- Северьянов М. Д. Понятие о идеократическом тоталитарном государстве // Вестник Красноярского краевого комитета КПСС. — 1991. — № 9.
- Северьянов М. Д. Эмиграция о демографической ситуации в СССР (1920-1939 гг.) // Страницы истории советского общества. Опыт, проблемы. Тезисы докл. и науч. сообщ. респуб. научн-теоретич. конф. «Советское общество: прошлое, настоящее, будущее». — Челябинск, 1991.
- Северьянов М. Д. К вопросу о социальной дифференциации деревни // XX век: исторический опыт аграрного освоения Сибири, Материалы науч.-конф. / под ред. В. В. Гришаев. — Красноярск, 1993.
- Северьянов М. Д. Сельскохозяйственное переселение в Восточную Сибирь (1925-июнь 1941 гг.) // Проблемы исторической демографии СССР. — Изд-во Томск. ун-та.
- Северьянов М. Д. Бездорожье в аграрном развитии Сибири в XX столетии (на примере Сибири) // Духовно-исторические чтения : материалы межвузовской научно-практической конференции. Вып. 3: Тезисы докладов межвузовской научно-практической конференции 16 мая 1998 г.. — Красноярск, 1998. — С. 10—13. — 165 с.
- Северьянов М. Д. Россия и Енисейская губерния в 1917 году // Проблемы новейшей отечественной истории и общественных наук. Ленин и современность / Управ. культуры админ. Красноярского края, Красноярский культ.-истор. музейный комплекс; отв. ред. В. И. Замышляев. — Красноярск: Красноярский культурно-исторический музейный комплекс, 2002. — С. 22—29. — 160 с. — 300 экз.
- Северьянов М. Д., Многогрешнов А. А. Из истории реализации Ангаро-Енисейского проекта в 1950-1980-е годы // Духовно-исторические чтения: материалы межвузовской научно-практической конференции. Вып. 8 / ред. кол.: М. Д. Северьянов (отв. ред.) и др. — Красноярск: КрасГАСА, 2003. — С. 325—328. — 334 с.
- Гришаев В. В., Северьянов М. Д. К вопросу о состоянии исторической науки в Красноярском крае в конце XX — начале XXI столетий // Духовно-исторические чтения : материалы межвузовской научно-практической конференции. Вып. 9 / М-во образования Рос. Федерации, Краснояр. гос. архит.-строит. академия, Краснояр. гос. пед. ун-т; ред. кол. : М. Д. Северьянов (отв. ред.) и др.. — Красноярск: КрасГАСА, 2004. — С. 12—14. — 100 экз. — ISBN 5-89628-113-7.
- Северьянов М. Д. «Русское пьянство»: мифы и реальность // Духовно-исторические чтения. Выпуск XII: материалы международной научно-практической конференции. — Красноярск: Институт архитектуры и строительства СФУ, 2007. — 226—231 с.
- Анисимова Л. Ю., Северьянов М. Д. Исторические новинки по изучению межнациональных отношений в Приенисейском регионе // Кочевые цивилизации народов Центральной и Северной Азии: история, состояние, проблемы : сборник материалов I Международной научно-практической конференции. Ч. 1 / ГОУ ВПО "Краснояр. гос. пед. ун-т им. В. П. Астафьева" и др. ; редкол.: Н. И. Дроздов (отв. ред.) и др.. — Красноярск: КГПУ имени В. П. Астафьева, 2008. — 214 с. — 100 экз.
- Северьянов М. Д. Конституция СССР (1936 г.) как зеркало противоречивой сталинской эпохи 1930-х гг. // Духовно-исторические чтения. Вып. XIII: материалы региональной научно-практической конференции. Красноярск – Шира, 21-28 июня 2008 г.. — Красноярск: СФУ, 2008. — 57—59 с.
- Северьянов М. Д., Лазовский Э. Н. Исследования российских элит в постсоветский период // Духовно-исторические чтения. Вып. XIII: материалы региональной научно-практической конференции. Красноярск – Шира, 21-28 июня 2008 г.. — Красноярск: СФУ, 2008. — С. 94—98.
- Северьянов М. Д., Лазовский Э. Н. Средства массовой информации как важный участник политического процесса // Духовно-исторические чтения. Вып. XIII: материалы региональной научно-практической конференции. Красноярск – Шира, 21-28 июня 2008 г.. — Красноярск: СФУ, 2008. — С. 98—101.
- Северьянов М. Д. Агропромышленный комплекс Красноярского края в условиях перехода к рыночной экономике // История образования и науки в Сибири : материалы всероссийских научных конференций с международным участием "История науки и образования" и "Значение исторического образования в развитии гражданского и патриотического сознания в современном российском обществе", 16-17 ноября 2009 г. Вып. 3 / Федерал. агентство по образованию, ГОУ ВПО "Краснояр. гос. пед. ун-т им. В. П. Астафьева"; редкол.: Н. И. Дроздов и др.; отв. ред. В. И. Фёдорова. — Красноярск: КГПУ имени В. П. Астафьева, 2009. — 285 с.
- Северьянов М. Д. Агропромышленный комплекс Красноярского края в условиях перехода к рыночной экономике // История образования и науки в Сибири: материалы всероссийских научных конференций с международным участием "История науки и образования" и "Значение исторического образования в развитии гражданского и патриотического сознания в современном российском обществе", 16-17 ноября 2009 г. Вып.3 / Федерал. агентство по образованию, ГОУ ВПО "Краснояр. гос. пед. ун-т им. В. П. Астафьева"; редкол.: Н. И. Дроздов и др.. — Красноярск: КГПУ имени В. П. Астафьева, 2009. — С. 218-221. — ISBN 978-5-85981-375-9.
- Северьянов М. Д. О культурно-национальном строительстве в Приенисейском крае в 20-е гг. XX столетия // Кочевые цивилизации народов Центральной и Северной Азии: история, состояние, проблемы: сборник материалов II Международной научно-практической конференции / Н. И. Дроздов (отв. ред.); ред. колл.; Правительство Республики Тыва, Тывинский гос. ун-т, Краснояр. гос. ун-т им В. П. Астафьева. — Красноярск: КГПУ имени В. П. Астафьева, 2010. — С. 243—247. — 360 с. — 150 экз. — ISBN 978-5-85981-399-5.
- Северьянов М. Д. Тенденции развития современного агропромышленного комплекса // Учитель жизни: к 75-летию В. В. Гришаева: сборник научных трудов / науч. ред. А. Г. Грязнухин. — Красноярск: СФУ, 2010. — С. 220—224. — 294 с. — 200 экз.
- Никуленков В. В., Северьянов М. Д. Материально-финансовое положение печатных средств массовой информации (СМИ) Красноярского края до и после экономического кризиса августа 1998 г. // Вестник Красноярского государственного педагогического университета имени В. П. Астафьева. — 2011. — № 2. — С. 270—275.
- Ахтамов Е. А., Северьянов М. Д. Предприятия речной отрасли во второй половине 90-х гг. XX в. (по материалам Енисейского речного пароходства) // Кочевые цивилизации народов Центральной и Северной Азии: история, состояние, проблемы : сборник материалов III Международной научно-практической конференции / Правительство Респ. Тыва, ГОУ ВПО "Тыв. гос. ун-т", ГОУ ВПО "Краснояр. гос. пед. ун-т им. В. П. Астафьева" ; редкол.: (отв. ред.) Н. И. Дроздов и др.. — Красноярск: КГПУ имени В. П. Астафьева, 2012. — С. 6—9. — 264 с. — 100 экз. — ISBN 978-5-85981-502-9.
- Никуленков В. В., Северьянов М.Д. Печатные СМИ Красноярского края в 1987-1991 гг.: популярность ценой разрушения // Кочевые цивилизации народов Центральной и Северной Азии: история, состояние, проблемы материалы III Международной научно-практической конференции / Правительство Респ. Тыва, ГОУ ВПО "Тыв. гос. ун-т", ГОУ ВПО "Краснояр. гос. пед. ун-т им. В. П. Астафьева" ; редкол.: (отв. ред.) Н. И. Дроздов и др.. — Красноярск: КГПУ имени В. П. Астафьева, 2012. — С. 143—146. — 100 экз. — ISBN 978-5-85981-502-9.
- Северьянов М. Д. Землеустройство в национальных районах Восточной Сибири // Кочевые цивилизации народов Центральной и Северной Азии: история, состояние, проблемы материалы III Международной научно-практической конференции / Правительство Респ. Тыва, ГОУ ВПО "Тыв. гос. ун-т", ГОУ ВПО "Краснояр. гос. пед. ун-т им. В. П. Астафьева" ; редкол.: (отв. ред.) Н. И. Дроздов и др.. — Красноярск: КГПУ имени В. П. Астафьева, 2012. — С. 179—183. — 100 экз. — ISBN 978-5-85981-502-9.
- Никуленков В. В., Северьянов М. Д. Политические технологии на выборах Губернатора Красноярского края А. Г. Хлопонина в 2002 г. как показатель роста активности борьбы за электорат. (по материалам СМИ Красноярского края) // Проблемы социально-экономического развития Сибири. — Братск: Братский государственный университет, 2012. — № 1 (8). — С. 49—56. — ISSN 2224-1833.
- Северьянов М. Д., Ахтамов Е. А., Кудашкин В. А. Предприятия речной отрасли в условиях рыночной экономики в первой половине 1990-х гг. (по материалам Енисейского речного пароходства) // Проблемы социально-экономического развития Сибири. — Братск: Братский государственный университет, 2012. — № 1 (8). — С. 56—59. — ISSN 2224-1833.
- Северьянов М. Д., Акбулатов Р. С. Основные этапы либерально-правовой базы пенсионного обеспечения в Российской Федерации // Проблемы социально-экономического развития Сибири. — Братск: Братский государственный университет, 2012. — № 2 (7). — С. 52—59. — ISSN 2224-1833.
- Северьянов М. Д., Акбулатов Р. С. Реализация пенсионных прав жителей Красноярского края в условиях перехода к рыночной экономике // Проблемы социально-экономического развития Сибири. — Братск: Братский государственный университет, 2012. — № 2 (7). — С. 60—68. — ISSN 2224-1833.
- Ахтамов Е. А., Северьянов М. Д., Кудашкин В. А. Кадровая политика Енисейского речного пароходства в 90-е гг. XX в. // Проблемы социально-экономического развития Сибири. — Братск: Братский государственный университет, 2012. — № 3 (9). — С. 43—46. — ISSN 2224-1833.
- Северьянов М. Д. Колхозное движение на деревню // Проблемы социально-экономического развития Сибири. — Братск: Братский государственный университет, 2012. — № 3 (9). — С. 58—63. — ISSN 2224-1833.
- Малютин Д. А., Северьянов М. Д. Деятельность красноярцев по решению материально-бытовых проблем в годы Великой Отечественной войны // Вестник Восточно-Сибирского государственного университета технологий и управления. — Улан-Удэ: Изд-во ВСГУТУ, 2013. — № 1 (40). — С. 162—166.
- Северьянов М. Д. Государственная земельная политика в Сибири в 20-80-е гг. XX в. // Вестник Томского государственного университета. — 2013. — № 366. — С. 82—86.
- Ахтамов Е. А., Северьянов М. Д. Енисейское ордена Ленина речное пароходство (ЕРП) в ходе преобразований 1985-2001 гг. // Исторические, философские, политические и юридические науки, культурология и искусствоведение. Вопросы теории и практики. — 2015. — № 10 (60): в 3-х ч. Ч. I. — С. 31—34. — ISSN 1997-292X.
- Ахтамов Е. А., Северьянов М. Д. Сравнительный анализ экономической эффективности Енисейского ордена Ленина речного пароходства (ЕРП) в условиях перехода к рыночным отношениям (1985-1998 гг.) // Известия Алтайского государственного университета. — 2015. — Т. 2, № 4 (88). — С. 24—27. — doi:10.14258/izvasu(2015)4.2-03.

на других языках
- Severyanov M. D., Anisimova L. U. Abortion as a Means of Family Planning in Russia in the First Quarter of the Twentieth Century = Аборт как средство планирования семьи в России первой четверти XX в. // Journal of Siberian Federal University. Humanities & Social Sciences. — 2013. — Т. 6, № 7. — С. 1066—1074.
- Severyanov M. D., Anisimova L. U. Transformation of Family Law in the First Third of the Twentieth Century = Трансформация семейного законодательства в России в первой трети XX в. // Journal of Siberian Federal University. Humanities & Social Sciences. — 2014. — Т. 7, № 11. — С. 1851—1859.
- Gryaznukhina T. V., Gryaznukhin A. G., Severyanov M. D., Phanensthil I. A. Creative intelligentsia in socio-political processes of the epoch of the first Russian revolution // Былые годы. Российский исторический журнал. — 2016. — № 41 (3). — С. 804—812.

### Научная редакция
- План-проспект Красноярского инженерно-строительного института //  / гл. ред. М. Д. Северьянов ; отв. за вып. О. П. Арнольд. — Красноярск: Красноярский рабочий, 1984. — 34 с.
- В масштабе края, в истории страны, 1865—2015: Главное управление Банка России по Красноярскому краю, 150 лет / А. П. Дворецкая, Г. М. Лущаева, А. С. Ильин и др.; науч. ред. М. Д. Северьянов. — Красноярск: Платина, 2015. — 219 с. — 1000 экз. — ISBN 978-5-98624-135-7.

## Публицистика
- Северьянов М. Д. Союз серпа и молота (Рецензия на книгу От самодеятельности до системы агропромышленного комплекса: Из истории потребительской кооперации Красноярского края) // Красноярский рабочий. — 15.01.1985.
- Северьянов М. Д., Мешалкин П. Н. Перепаханная межa. Рецензия. // Красноярский рабочий. — 11.11.1986.
- Северьянов М. Д., Лебединский В. Докопаться до правды, или Кто и зачем переписывает историю (недоступная ссылка — история) // Красноярская газета. — 28.1.2012. — № 89—90 (2073). — С. 5.